# Saint-Auban-d’Oze
Saint-Auban-d’Oze – miejscowość i gmina we Francji, w regionie Prowansja-Alpy-Lazurowe Wybrzeże, w departamencie Alpy Wysokie.

## Nazwa
Nazwa miejscowości pochodzi od imienia św. Albana.

## Demografia
Według danych na rok 1990 gminę zamieszkiwały 64 osoby, a gęstość zaludnienia wynosiła 5 osób/km². W styczniu 2015 r. Saint-Auban-d’Oze zamieszkiwały 74 osoby, przy gęstości zaludnienia wynoszącej 5,6 osób/km².